# Oued Ben Mehdi
L'Oued Ben Mehdi est un cours d'eau, qui prend naissance dans la Mitidja et ses massifs environnants, parcourt la wilaya d'Alger et se jette dans la Méditerranée.